# Койшигулов Ахмеджан
Ахмеджан Койшигулов (13 січня 1905, аул № 2 або село Уїл Уїльської волості Уральської області, тепер Уїльського району Актюбінської області, Казахстан — 17 серпня 1983, місто Алма-Ата, тепер Алмати, Казахстан) — радянський казахський діяч, секретар ЦК КП(б) Казахстану, заступник голови Ради народних комісарів Казахської РСР. Член ЦК КП(б) Казахстану в 1938—1950 роках.

## Життєпис
Народився в родині скотаря. У 1918 році закінчив російсько-киргизьке двохкласне училище.
У 1922—1925 роках — поштовий робітник Каратюбинського поштового відділення, телеграфіст Уїльського поштового відділення Казакської АРСР.
З 1925 по 1926 рік служив у Червоній армії.
У 1926—1929 роках — народний слідчий Уїльського районного суду, народний слідчий Алти-Карасуйського районного суду Казакської АРСР.
У 1929—1930 роках — завідувач Карасуйського районного фінансового відділу Казакської АРСР.
У 1930—1932 роках — помічник уповноваженого Темірського районного відділу ДПУ Казакської АРСР.
У 1932 році — слухач шестимісячних Алма-Атинських курсів перепідготовки оперативних працівників ОДПУ.
Член ВКП(б) з 1932 року.
У 1932—1933 роках — уповноважений Актюбинського оперативного сектору ДПУ Казакської АРСР.
У 1933 році закінчив курси із підготовки заступників начальників політичних відділів у Алма-Аті. 
У 1933—1935 роках — заступник начальника із ДПУ політичного відділу Меркенського бурякорадгоспу Південно-Казахстанської області.
У 1935—1938 роках — оперативний уповноважений 3-го відділу, начальник відділу Управління НКВС по Південно-Казахстанській області.
У 1938—1939 роках — в.о. голови виконавчого комітету Південно-Казахстанської обласної ради.
У липні 1939 — серпні 1940 року — народний комісар автомобільного транспорту Казахської РСР.
У серпні 1940 — березні 1942 року — заступник голови Ради народних комісарів Казахської РСР. Одночасно, в грудні 1940 — лютому 1942 року — народний комісар державного контролю Казахської РСР.
24 січня 1942 — серпень 1943 року — секретар ЦК КП(б) Казахстану із оборонної промисловості.
У серпні 1943 — 1944 року — заступник секретаря ЦК КП(б) Казахстану із оборонної промисловості — завідувач відділу оборонної промисловості ЦК КП(б) Казахстану.
У 1944 — 18 березня 1947 року — 3-й секретар ЦК КП(б) Казахстану.
У 1947—1950 роках — голова виконавчого комітету Кзил-Ординської обласної ради депутатів трудящих.
У 1950—1951 роках — заступник міністра комунального господарства Казахської РСР.
У 1951—1953 роках — заступник начальника Головного управління водного господарства при Раді міністрів Казахської РСР.
У 1953—1954 роках — начальник Головного переселенського управління Міністерства сільського господарства та заготівель Казахської РСР.
У 1954—1955 роках — заступник міністра сільського господарства Казахської РСР.
У 1955—1956 роках — начальник Головного переселенського управління при Раді міністрів Казахської РСР. У 1956—1962 роках — начальник Головного управління переселення та організованого набору робітників при Раді міністрів Казахської РСР.
З 1962 року — персональний пенсіонер союзного значення.
Помер 17 серпня 1983 року в Алма-Аті (Алмати). Похований на Центральному цвинтарі Алмати.

## Нагороди
- орден Вітчизняної війни І ст. (1945)
- два ордени Трудового Червоного Прапора (1940, 1944)
- орден Червоної Зірки (1938)
- орден «Знак Пошани» (1957)
- медалі